# Saison 1999-2000 du LOSC Lille Métropole
Maillots
Chronologie
Saison précédente Saison suivante
La saison 1999-2000 du LOSC Lille Métropole est la quatorzième saison du club nordiste en deuxième division du championnat de France. À l'issue de la saison, le LOSC est champion de deuxième division.
C'est la dernière saison de Bernard Lecomte en tant que président du club, avant le rachat par Luc Dayan et Francis Graille à la Mairie de Lille

## Championnat
Après avoir terminé 4e du championnat de division 2 deux ans de suite, le LOSC a à cœur de se placer parmi les 3 premiers et accéder au championnat de Division 1.
Le LOSC enregistre les arrivées d'Abdelilah Fahmi, international marocain en provenance du Raja Casablanca, Ted Agasson du Red Star, Didier Santini de Toulouse, Johnny Ecker de Nîmes et Fernando D'Amico de Badajoz en Espagne.
Addick Koot ayant décidé d'arrêter sa carrière à la suite de l'échec de la remontée au première division la saison précédente, Djezon Boutoille est nommé capitaine par Vahid Halilhodžić
Côté départs Roger Hitoto quitte le club pour la Chine, ainsi que Fabien Leclercq et Frédéric Dindeleux en Écosse, respectivement au Heart of Midlothian et à Kilmarnock. Olivier Pickeu s'en va au Mans, Gaël Sanz à Beauvais, Franck Renou à Sion en Suisse, Alain Raguel part en Grèce pour le Panionios. 6 mois après son arrivée de Rio de Janeiro, le brésilien Carlos Alberto Lisboa dit Nenem retourne au Brésil et s'engage avec Figueirense.
Lors de cette saison 1999-2000, le LOSC aura été sur la première marche du podium 36 fois sur les 38 journées que compte le championnat et remporte son quatrième titre de division 2. Les nordistes terminent avec 16 points d'avance sur Guingamp, le deuxième.
Le capitaine Djezon Boutoille emmène la deuxième meilleure attaque du championnat en terminant meilleur buteur de l'équipe avec 12 buts marqués. Le LOSC finit meilleur défense en ayant encaissé seulement 25 buts devant Toulouse (31 buts). Laurent Peyrelade est le seul joueur de l'effectif à participer aux 38 matchs de la saison, l'attaquant lillois contribue à la bonne performance de l'équipe en inscrivant un total de 7 buts, tout comme Dagui Bakari. Ted Agasson inscrit quant à lui 8 buts, performance remarquable pour un milieu de terrain.
Dans les derbys contre le voisin Wasquehal, les lillois remportent leur match à domicile 1-0 le 7 septembre 1999 sur un but de Ted Agasson, mais doivent s'incliner le 5 février 2000 sur la pelouse du Stadium Nord 2-1 malgré l'ouverture du score de Christophe Landrin Ces derbys ayant la particularité de voir s'affronter les frères Pascal et Thierry Cygan
Les héros lillois sont fêtés par 16 000 personnes lors de la dernière journée à Grimonprez-Jooris, le 20 mai 2000 et la réception de Laval.